# Фрязино-Товарная
Фрязино-Товарная — остановочный пункт тупиковой линии Болшево — Фрязино Ярославского направления Московской железной дороги. Расположен в городе Фрязино Московской области, в границах станции Фрязино.
Не оборудован турникетами. Сохранилось историческое здание вокзала, внутри действует касса, небольшой зал ожидания и автоматы по продаже билетов. Платформа оборудована валидаторами для проезда по абонементным билетам и электронному кошельку карты "Тройка" по пригородному тарифу (как по разовому бумажному проездному билету, без бесплатной пересадки на метро, МЦК и МЦД)  
Время движения от/до Ярославского вокзала около 1 часа 5 минут (от 53 минут до 1 час 33 минут), от/до платформы Фрязино-Пассажирская — 2-4 минуты.
С 13 апреля 2019 г. по 29 февраля 2020 г. в связи с реконструкцией платформы пассажиров не принимал.